# Araucaria rulei
Araucaria rulei là một loài thực vật hạt trần trong họ Araucariaceae. Loài này được F.Muell. mô tả khoa học đầu tiên năm 1860.